# Milliyetçi ve Muhafazakâr Parti
Milliyetçi ve Muhafazakâr Parti (Nationalistische und Konservative Partei, MMP) war eine Kleinpartei in der Türkei. Parteigründer war Ahmet Reyiz Yilmaz, der sich im Juni 2011 durch einen Rücktritt als Vorsitzender aus der Politik zurückgezogen hat.
Erstmals bekannt wurde die Partei im Zusammenhang mit dem Verfassungsreferendum in der Türkei 2010, als sie sich für die Verfassungsänderung einsetzte. Danach trat die Partei bei der Parlamentswahl in der Türkei 2011 an und konnte mit 36.188 Wählerstimmen einen Anteil von 0,08 Prozent auf sich vereinen.

## Nachfolgepartei
Am Tag ihrer Auflösung gründete sich unter Führung von Engin Yilmaz, der bis heute als Parteivorsitzender fungiert, am 24. Januar 2013 die Partei des konservativen Aufstiegs (Muhafazakar Yükseliş Partisi) in Ankara mit einer ähnlichen politischen Ausrichtung. Generalsekretär ist Mohammad Recep Altun. Bei den Parlamentswahlen 2015 konnte sie jedoch keine Kandidatenliste vorlegen, bei der Neuwahl im November 2015 trat sie nicht an. Im Dezember 2015 hatte sie nach eigenen Angaben 235 Mitglieder.
Bei der Kommunalwahl in der Türkei 2014 trat die Partei in einzelnen Kommunen an.